# غاستون ألارد
غاستون ألارد (بالفرنسية: Gaston Allard )‏ (و. 1838 – 1918 م) هو عالم نبات، وعالم حشرات، من فرنسا، ولد في أنجيه، توفي عن عمر يناهز 80 عاماً.